# Tilques
Tilques är en kommun i departementet Pas-de-Calais i regionen Hauts-de-France i norra Frankrike. Kommunen ligger i kantonen Saint-Omer-Nord som tillhör arrondissementet Saint-Omer. År 2022 hade Tilques 1 063 invånare.

## Befolkningsutveckling
Antalet invånare i kommunen Tilques
| Referens: INSEE |